# Bartolomeo Carafa
Bartolomeo Carafa della Spina (Napoli, ... – 25 aprile 1405) fu un cavaliere dell'Ordine dell'Ospedale di San Giovanni di Gerusalemme e anti-Gran Maestro.

## Biografia
Proveniente dall'antica famiglia napoletana dei Carafa, fu nominato gran priore d'Ungheria il 13 aprile 1383 dal Gran Maestro e luogotenente del Gran priorato di Roma Juan Fernández de Heredia. Il 28 marzo 1384 partecipa al primo capitolo generale convocato da un altro anti-Gran Maestro, Riccardo Caracciolo. Diviene parte della scorta di papa Urbano VI durante i viaggi del pontefice a Genova nel 1385 a Perugia nel 1386 e a Roma nel 1387/88. Fu condannato a morte nell'aprile 1405 dopo che papa Innocenzo VII avendo organizzato una mediazione tra la città di Roma e la famiglia Annibaldi venne sospettato di sostenere quest'ultimi.